# 日比野駅 (愛知県愛西市)
日比野駅（ひびのえき）は、愛知県愛西市柚木町東田面にある、名古屋鉄道の駅である。尾西線に属する駅だが津島線と案内されることもある。駅番号はTB08。駅名は駅設置に尽力した日比野紋左衛門に由来する。

## 歴史
日比野安全肥料株式会社の本社工場への便宜を図るために開業した。社主である日比野紋左衛門はかつて鉄道建設反対派の筆頭だったが、開通後は翻って駅設置のための用地を積極的に提供するなど誘致を行っていた。
- 1907年（明治40年）12月19日 - 開業する[3]。
- 1964年（昭和39年）7月1日 - 津島駅高架化事業に伴い、旧津島駅側線の代替として貨物側線増設[4]。
- 1983年（昭和58年）5月31日 - 貨物営業廃止[5]。
- 2005年（平成17年）7月14日 - 無人化[6]。トランパスおよび駅集中管理システムを導入[7]。
- 2011年（平成23年）2月11日 - manacaの供用を開始する。
- 2012年（平成24年）2月29日 - トランパス供用終了。

## 駅構造
島式1面2線ホーム（その両側に留置線）を持つ地上駅である。ホーム幅は狭い。有効長が6両相当であり、8両編成の列車は後部2両の締切を行う。駅集中管理システムが導入された無人駅である（管理駅は須ヶ口駅）。ただし、信号取り扱いを常時行っているため、信号業務専門の運転要員が配属されている。
駅舎とホームは、弥富側にある構内踏切で連絡している。改札口付近に自動券売機（継続manaca定期乗車券及び新規通勤manaca定期乗車券の購入も可能ではあるが、名鉄ミューズカードでの決済は7:00~22:00の間に限られる）や自動精算機（ICカードのチャージ等も可能）を備えている。また、ホームには近接して簡易型列車案内装置が2台設置されている。
| 番線 | 路線                    | 方向 | 行先                         |
| ---- | ----------------------- | ---- | ---------------------------- |
| 2    | TB 尾西線 （TB 津島線） | 下り | 弥富方面                     |
| 3    | TB 尾西線 （TB 津島線） | 上り | 津島・須ヶ口・名鉄名古屋方面 |

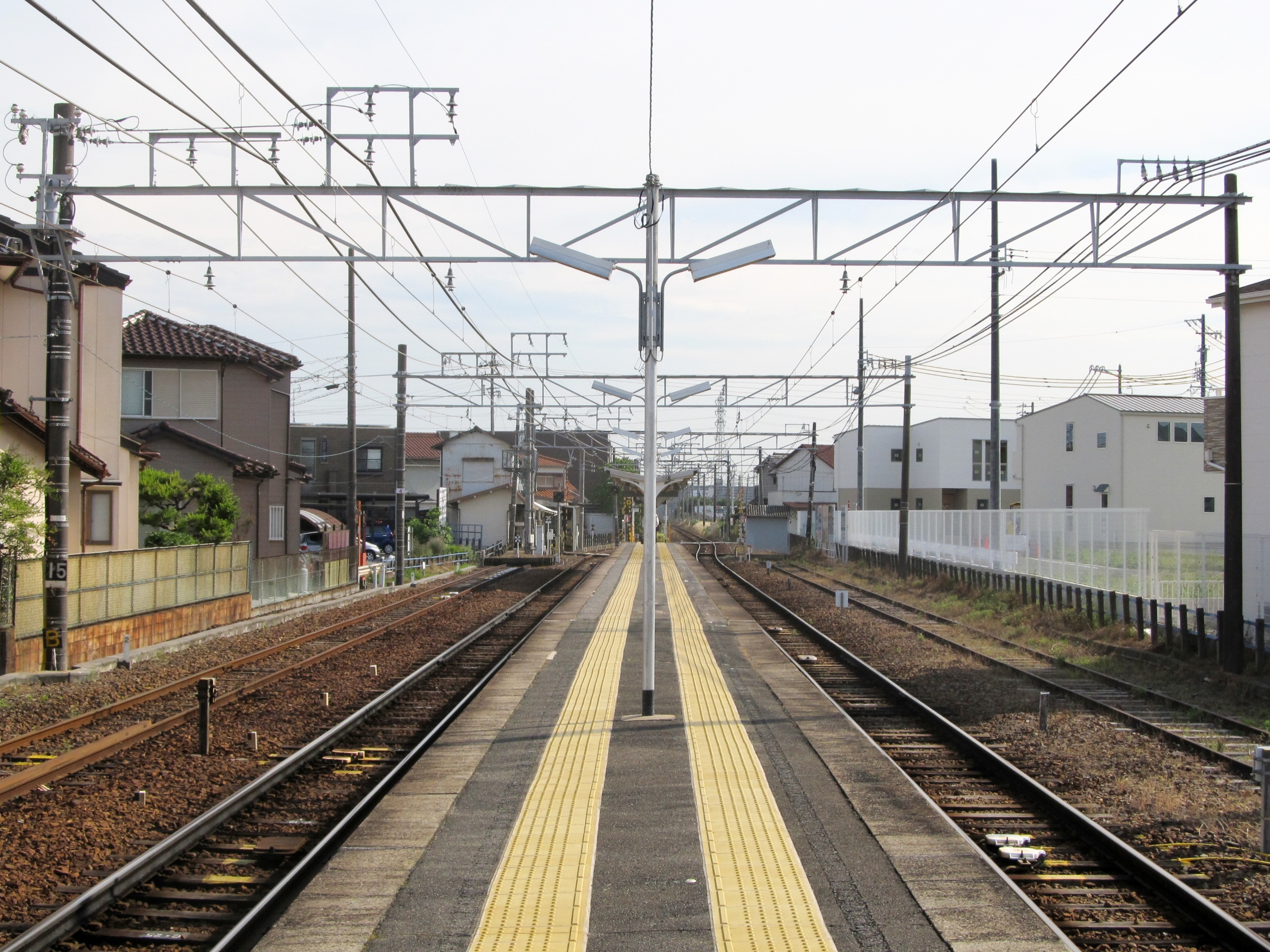
プラットホームと留置線
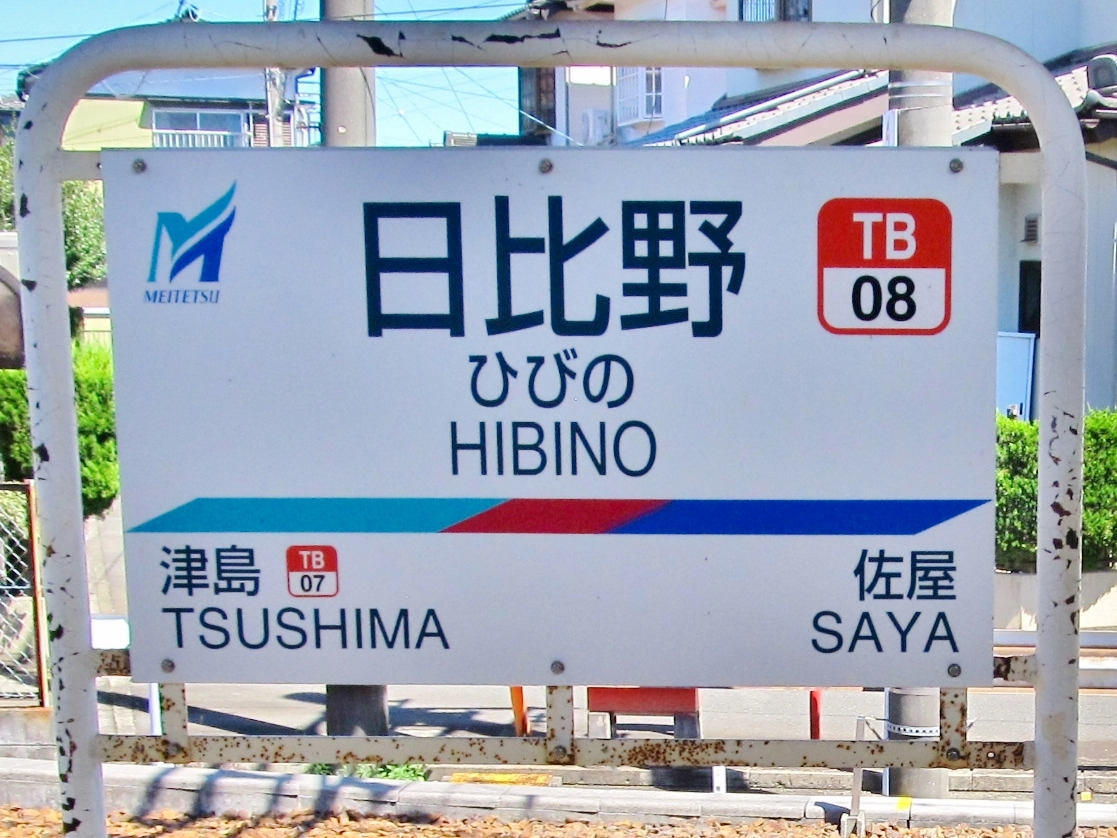
駅名標
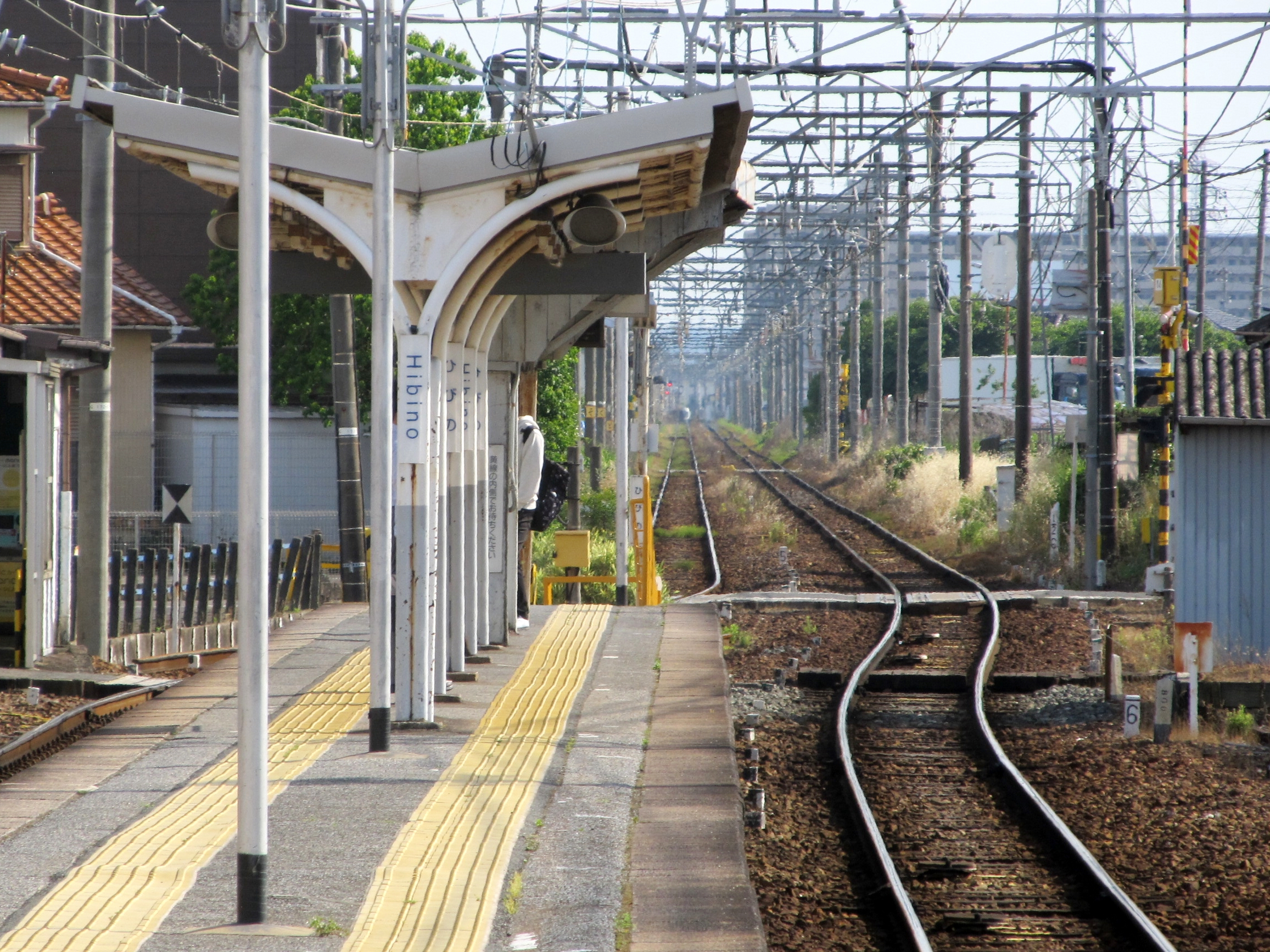
ホームは弥富方の本線路に対しやや東寄りに設置されている。

### 配線図
| ← 津島方面 | 日比野駅 構内配線略図 | → 弥富方面 |
| 凡例 出典: |                       |            |

- 1番線はしばしば回送列車が折り返しに使用するほか、夜間に停泊車両もある[13]。
- 2番線からも津島方向に折り返すことが可能で、早朝に回送列車が2番線で折り返しを行う。
- かつては3番線側にも留置線があった[14]が、現在は本線との線路が分断され分岐器も撤去されている。

## 利用状況
- 『名鉄120年：近20年のあゆみ』によると2013年度当時の1日平均乗降人員は3,674人であり、この値は名鉄全駅（275駅）中117位、尾西線（22駅）中5位であった[15]。
- 『名古屋鉄道百年史』によると1992年度当時の1日平均乗降人員は3,114人であり、この値は岐阜市内線均一運賃区間内各駅（岐阜市内線・田神線・美濃町線徹明町駅 - 琴塚駅間）を除く名鉄全駅（342駅）中135位、尾西線（23駅）中6位であった[16]。
- 『愛知統計年鑑』によると1日平均の乗車人員は、2010年度は1,728人であった。
- 「愛西市の統計」、「移動等円滑化取組報告書」によると、各年度の1日平均乗降人員は以下の通り[17][18]。

| 年度   | 1日平均 乗降人員 |
| ------ | ---------------- |
| 2002年 | 2,695            |
| 2003年 | 2,753            |
| 2004年 | 2,804            |
| 2005年 | 2,988            |
| 2006年 | 3,106            |
| 2007年 | 3,165            |
| 2008年 | 3,271            |
| 2009年 | 3,346            |
| 2010年 | 3,463            |
| 2011年 | 3,475            |
| 2012年 | 3,527            |
| 2013年 | 3,674            |
| 2014年 | 3,585            |
| 2015年 | 3,721            |
| 2016年 | 3,752            |
| 2017年 | 3,721            |
| 2018年 | 3,758            |
| 2019年 | 3,818            |
| 2020年 | 3,265            |

## 駅周辺
- 愛知県立津島高等学校
- オークワ愛西プラザ店
- DCM愛西店

## 隣の駅
名古屋鉄道
TB 尾西線（津島線）
■特急・■急行・■準急・■普通
佐屋駅（TB09） - 日比野駅（TB08） - 津島駅（TB07）